# Carme Jiménez Huertas
Carme Jiménez Huertas, també coneguda pel seu nom de ploma Carme J. Huertas (Sant Just Desvern, 1958), és una filòloga i escriptora catalana, resident a Corbera de Llobregat. És llicenciada en Filosofia i Lletres per la Universitat de Barcelona. La seva obra Gent de pedra va guanyar al Premi Joaquim Ruyra de narrativa juvenil 2002. Forma part del col·lectiu literari nascut a Calafell Cisca Lafell.
Amb rebuig acadèmic compacte, defensa la hipòtesi que el llatí vulgar no existí pas i, més enllà, que les llengües romàniques no provenen del llatí, sinó de múltiples llengües autòctones preexistents (No venimos del latín, 2013; 2a ed., rev. i ampl., 2016).

## Publicacions

### Narrativa
- Bolets verinosos. Barcelona: Columna, 1998
- Gent de pedra. Barcelona: La Galera, 2003 [juvenil]
- La pedra del Sol. Barcelona: La Galera, 2007 [juvenil]
- Tots els dilluns són dolents. Barcelona: Ed. Saragossa, 2010
- Los lunes son siempre malos. Barcelona: Ed. Saragossa, 2011[2]
- Viaje en el tiempo. Cómo me encontré con mi yo del futuro. 2013 [juvenil]
- L'aixeta del temps. Barcelona: Voliana Edicions, 2014
- La veritable història de Josep Sàbat, el bandoler Capa Negra, Las Sandalias de Mercurio, 2016
- Me estoy volviendo loca / M'estic tornant boja, 2017

### Assaig
- Codificació informàtica del signari ibèric nord-oriental. Barcelona: Prohom, 2009
- No venimos del latín. Círculo Rojo, 2013
- No venimos del latín. Edición revisada y ampliada. Las sandalias de Mercurio, 2016
- Nu venim din latină, Editura Geto Dacii, 2016
- Romance Did Not Begin in Rome. A critique of the Latin origin of Romance languages. 2018
- Estamos hechos de lenguaje. 2019